# Kalevi Kotkas
Kalevi Kotkas (Tallinn, 10 agosto 1913 – Vantaa, 24 agosto 1983) è stato un altista e discobolo finlandese.

## Biografia
Nel 1932 prese parte ai Giochi olimpici di Los Angeles, dove si classificò settimo nel lancio del disco. Due anni dopo fu il primo atleta a vincere la medaglia d'oro nel salto in alto ai campionati europei di Torino, dove fu anche decimo nel lancio del disco.
Nel 1936 ai Giochi olimpici di Berlino fu quarto nel salto in alto e nel 1938 vinse la sua seconda medaglia ai campionati europei di Parigi: un argento nel salto in alto. In quella stessa edizione europea fu quarto nel lancio del disco e undicesimo nel getto del peso.
In carriera batté quattro volte il record europeo del salto in alto, anche se due di queste migliori prestazioni continentali, ottenute a Rio de Janeiro nel 1934, non furono mai ratificate.

## Record nazionali
- Salto in alto:
  - 2,03 m  ( Helsinki, 12 luglio 1936)
  - 2,04 m  ( Göteborg, 1º settembre 1936)

## Palmarès
| Anno | Manifestazione  | Sede        | Evento           | Risultato     | Prestazione | Note |
| ---- | --------------- | ----------- | ---------------- | ------------- | ----------- | ---- |
| 1932 | Giochi olimpici | Los Angeles | Lancio del disco | 7º            | 45,87 m     |      |
| 1934 | Europei         | Torino      | Salto in alto    | Oro           | 2,00 m      |      |
| 1934 | Europei         | Torino      | Lancio del disco | 10º           | 42,50 m     |      |
| 1936 | Giochi olimpici | Berlino     | Salto in alto    | 4º            | 2,00 m      |      |
| 1936 | Giochi olimpici | Berlino     | Lancio del disco | elim. qualif. | nm          |      |
| 1938 | Europei         | Parigi      | Salto in alto    | Argento       | 1,94 m      |      |
| 1938 | Europei         | Parigi      | Lancio del disco | 4º            | 48,63 m     |      |
| 1938 | Europei         | Parigi      | Getto del peso   | 11º           | 13,92 m     |      |

## Campionati nazionali
- 5 volte campione finlandese assoluto del salto in alto (dal 1934 al 1938)
- 6 volte campione finlandese assoluto del lancio del disco (dal 1933 al 1938)